# 黑头剑蛇
黑头剑蛇（学名：Sibynophis chinensis）又名黑头蛇，为游蛇科剑蛇属的爬行动物。分布于越南、台灣、寮國以及中华人民共和国的等地，一般生活于海拔400-2000米的山区以及常见于石洞、树丛下。其生存的海拔范围为400至2000米。该物种的模式产地在湖北宜昌。其种加词“chinensis”意为“中国的”。

## 特徵
黑頭蛇為小型蛇類，體長約50-70公分，頭部為黑色，但有些個體的顏色較淺，身體為棕褐色，腹部為米黃色，頸部及上唇有條白色線狀斑。
黑頭蛇屬於無毒蛇類，性情溫和，主要在日間活動，以蠕蟲、蚯蚓、蜥蜴為食。

## 亞種
- 黑头剑蛇指名亚种（学名：Sibynophis chinensis chinensis），Gunther于1889年命名。分布于越南以及中國的东部低山丘陵地区等地。该物种的模式产地在湖北宜昌。[3]
- 黑头剑蛇云贵高原亚种（学名：Sibynophis chinensis grahami），Boulenger于1904年命名。在中华人民共和国，分布于贵州、云南等地。该物种的模式产地在云南昆明。[4]
- 黑头剑蛇米易亚种（学名：Sibynophis chinensis miyiensis），Zhao et kou于1987年命名。在中华人民共和国，分布于四川、云南等地。该物种的模式产地在四川米易。[5]

## 保护
本种于2023年被收录入《有重要生态、科学、社会价值的陆生野生动物名录》。